# Алберони (Асти)
Алберони (итал. Alberoni) је насеље у Италији у округу Асти, региону Пијемонт.
Према процени из 2011. у насељу је живело 33 становника. Насеље се налази на надморској висини од 166 м.